# Lorenzo d'Alessandro

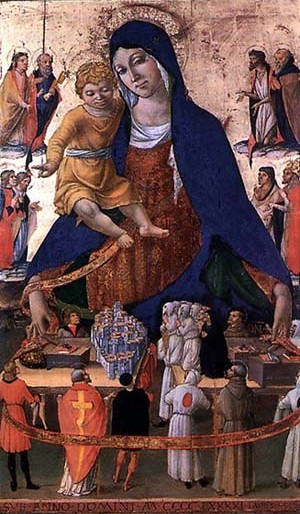
Madonna del Monte, nel Santuario della Madonna del Monte a Caldarola, 1491

Lorenzo d'Alessandro Tenta detto il Severinate (San Severino Marche, 1445 circa – San Severino Marche, 1501) è stato un pittore italiano.

## Biografia
Figlio di un fabbro benestante, Alessandro di Francione, appartenente alla famiglia dei Tenta, Lorenzo si formò presso la locale bottega di Bartolomeo di Antonio ("il Frignisco"), orafo e pittore. Aprì in seguito una sua bottega autonoma ed il successo ottenuto gli permise l'acquisto di diversi terreni. Rivestì cariche pubbliche nella città natale e fu "priore di quartiere", incaricato dell'amministrazione della giustizia, dal 1493. Oltre alla pittura si dedicò anche alla musica, fu esperto suonatore di liuto, strumento con il quale allietava le feste da ballo rusticane. Si sposò due volte.
Nella sua vasta produzione alternò arcaismi tardogotici e influenze umbre (in particolare di Niccolò Alunno, di Foligno, che realizzò nel 1468 un polittico per la collegiata di San Severino), crivellesche e pierfrancescane. Si accosta alla tradizione umbra la Natività eseguita per la chiesa di S. Lorenzo in Doliolo.

## Opere principali

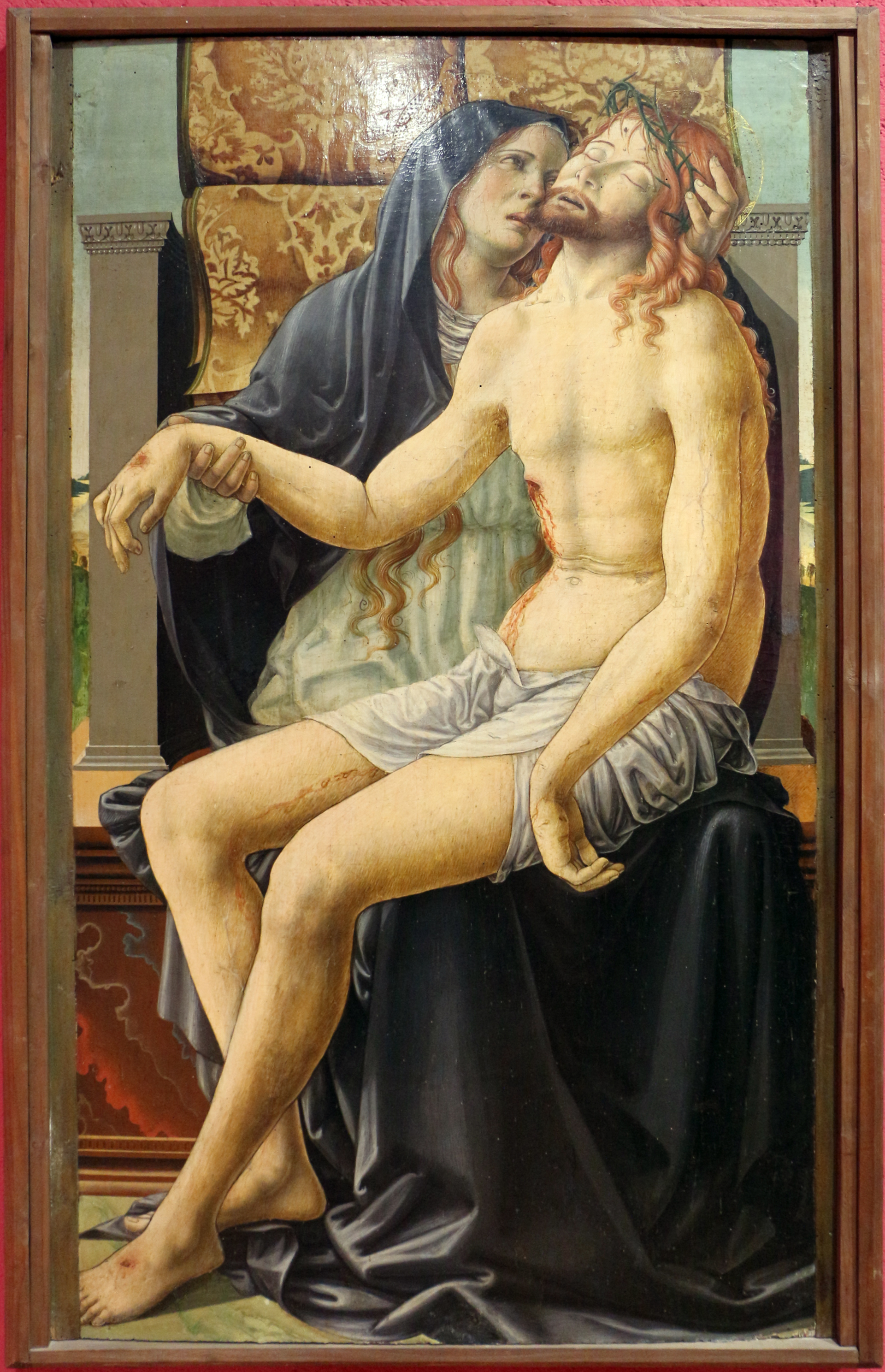
Lorenzo d'Alessandro, Pietà, 1495

- Due tavole oggi nella sacrestia della chiesa dei santi Teresa e Valentino con San Sebastiano e Santa Caterina e con San Giovanni Battista e San Romualdo, scomparti laterali di un trittico la cui tavola centrale è oggi al Musée du Petit Palais di Avignone, eseguito tra 1468 e 1470 circa. Le tavole, opere giovanili del pittore, coniugano elementi ancora tardogotici derivati dal Salimbeni, come il fondo oro, le vesti svolazzanti dei profeti o il prato fiorito, con elementi già rinascimentali, come la volumetria e la spazialità delle figure poste in diagonale, influenzate da Niccolò di Liberatore.[1]
- Tabernacolo affrescato con Madonna in trono con Bambino e angeli musicanti al centro, ai lati  San Giovanni Battista, San Martino, San Sebastiano e San Rocco, e nel timpano il Cristo benedicente con la Vergine e l'arcangelo San Michele (1483), nella chiesa di Santa Maria di Piazza Alta a Sarnano[2].
- Madonna del Monte (1491), presso il santuario di Santa Maria del Monte a Caldarola.
- Polittico con Madonna con Bambino e Santi (1496), nella chiesa di San Francesco a Serrapetrona[3].
- Affreschi nella chiesa di Santa Maria della Maestà a Parolito (San Severino Marche).
- Pietà conservata nella Pinacoteca di San Severino Marche[4].
- Affreschi nell'Oratorio dell'Ascensione di Pergola[5].
- Tavola con Battesimo di Cristo nella Galleria nazionale delle Marche di Urbino[6].
- Madonna con Bambino e i Santi Francesco e Sebastiano, Galleria nazionale d'arte antica, Roma[7].
- Pietà, di gusto crivellesco, agli Uffizi di Firenze.
- Tavola con Matrimonio di santa Caterina da Siena presso la National Gallery di Londra[8].
- Madonna in trono con Bambino e Santi del Museum of Art di Cleveland.
- Affreschi con Madonna di Loreto, Ospedale E. Mattei di Matelica, (probabilmente intorno al 1495/1500)
- Madonna col Bambino (detta la Madonna di San Giovanni), Monastero delle Clarisse di San Ginesio.

La mostra I pittori del Rinascimento a Sanseverino, tenutasi nel 2001 a San Severino Marche, è stata dedicata principalmente alla sua figura e quella del pittore Ludovico Urbani, suo amico e contemporaneo.